# Kefta
 (août 2024).
Si vous disposez d'ouvrages ou d'articles de référence ou si vous connaissez des sites web de qualité traitant du thème abordé ici, merci de compléter l'article en donnant les références utiles à sa vérifiabilité et en les liant à la section « Notes et références ».
Ne doit pas être confondu avec Kefta (pâtisserie).

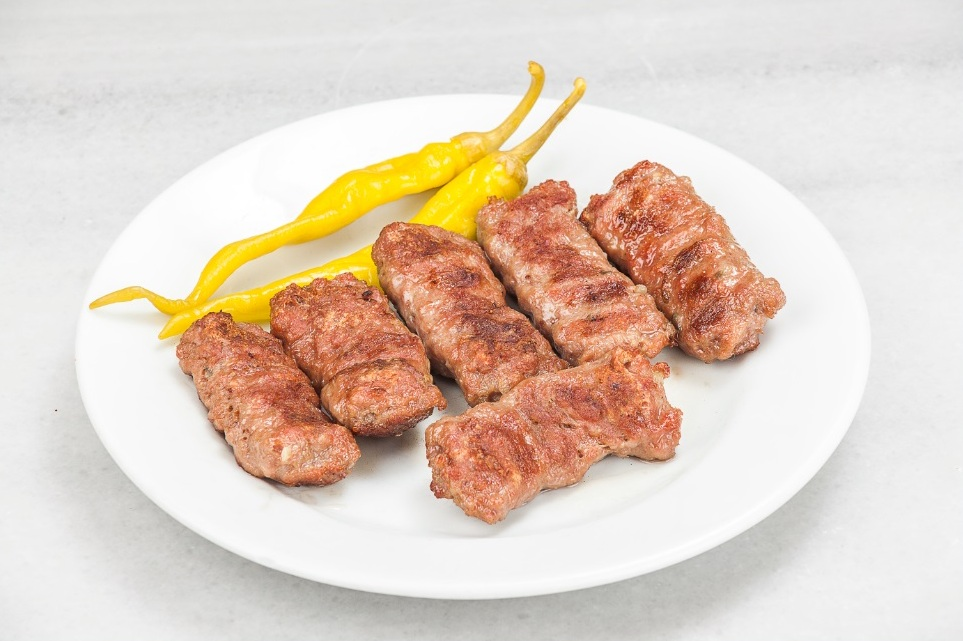
Köfte servi dans un restaurant à Istanbul.

Le kefta (ou keufté, kufteh, köfte, Qofte, Kofta), du verbe persan kouftan ou koubidan, « écraser » ou « frapper », est une boulette de viande que l'on sert en Iran, au Maghreb, au Machrek, dans les Balkans, l'Arménie, la Turquie, le Caucase (Tchétchénie), le Pakistan et dans le sous-continent indien.

## Recette

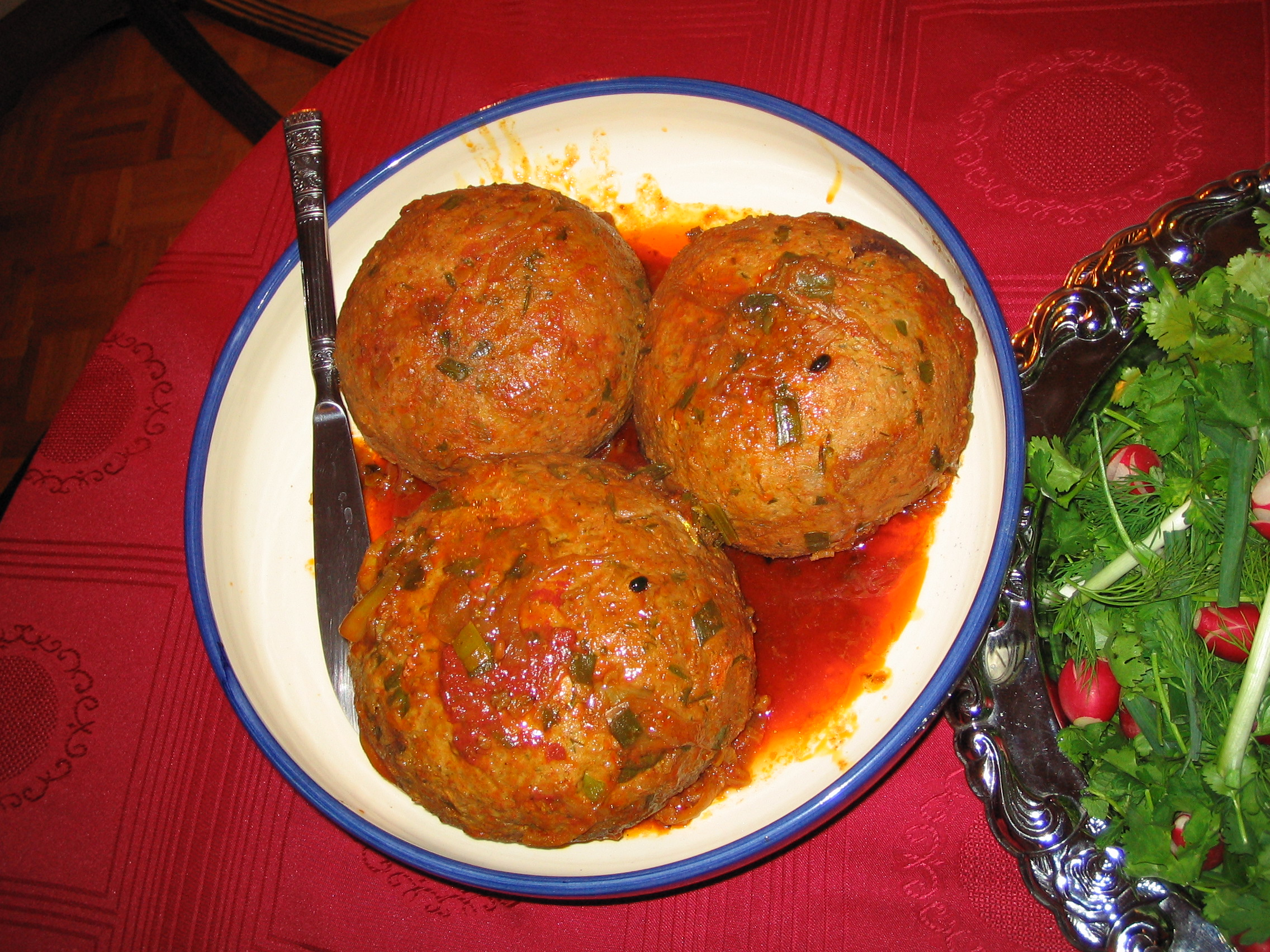
Koufteh tabrizi, une spécialité du nord-ouest de l'Iran.

Dans sa forme la plus simple, le kefta se compose de viande hachée — généralement du bœuf ou de l'agneau, mélangée avec des épices et des oignons. Les formes végétariennes comme le koufteh tabrizi en Iran ou le kefta lauki, le kefta shahi aloo et le kefta malais sont populaires en Inde, tout comme l'est le kefta préparé à partir de viande hachée de chèvre.

## Cuisine arménienne
Les keufté sont des boulettes de viande, servies tièdes en plat principal, avec du riz ou du boulghour cuit pilaf. En mezzé, les keufté sont nommés tchi keufté et sont servis crus et froids.

## Cuisine tchétchène
La chorb est un plat traditionnel caucasien (Tchétchénie, etc.).[réf. nécessaire]
Il s'agit de boulettes de viande hachée (kefta), des pommes de terre, du concentré de tomates, oignons et de l'eau.

## Kefta Hassan-Pacha algérien
La kefta Hassan Pacha est un plat traditionnel algérien originaire de la ville d'Alger.

### Description
Il s'agit de boulettes de viande hachée fourrées au fromage, nappées d'une purée légère au lait, le tout accompagné d'une sauce tomate parfumée à l'ail, au basilic, à l'huile d'olive et relevée au jus de citron.